# (1371) Resi
(1371) Resi ist ein Asteroid des Hauptgürtels, der am 31. August 1935 von dem deutschen Astronomen Karl Wilhelm Reinmuth an der Landessternwarte Heidelberg-Königstuhl der Universität Heidelberg entdeckt wurde.
Benannt ist der Asteroid nach der Cousine von Frau Schaub, die eine Bekannte des Entdeckers war.